# Porsche 992
La Porsche 992 è un'autovettura prodotta dalla casa automobilistica tedesca Porsche dal 2019, come ottava generazione della Porsche 911.

## Descrizione

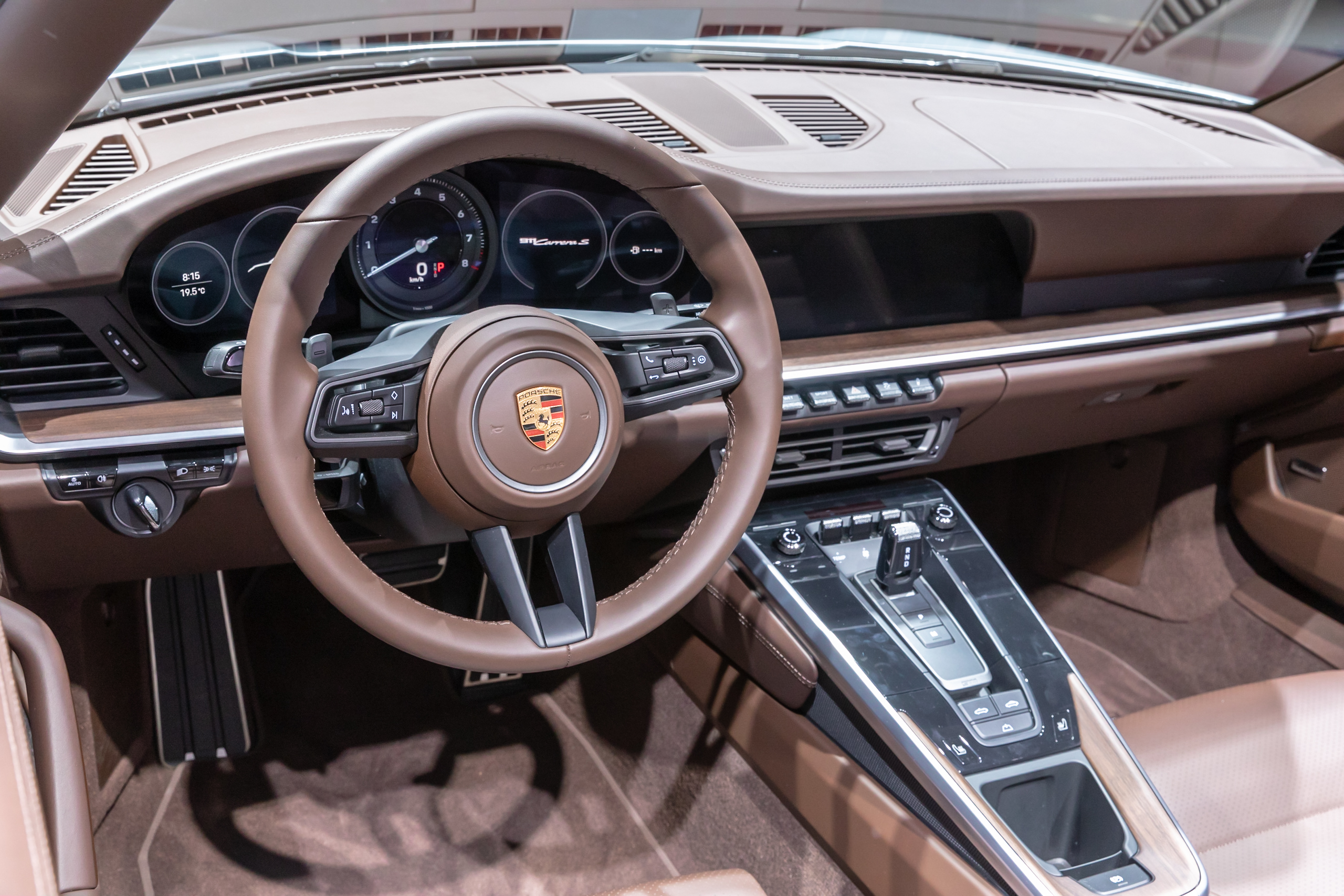
Vista degli interni

La 992, che sostituisce la Porsche 991, è stata presentata ufficialmente al Porsche Experience Center di Los Angeles il 27 novembre 2018.
La 992 utilizza una sospensione anteriore con montante MacPherson e una sospensione posteriore del tipo multi-link a 5 leve e mezzo. La 992 ha di serie su tutte le versioni i passaruota posteriori allargati (non presente su tutte le varianti della precedente 991) e cerchi da 19 pollici.

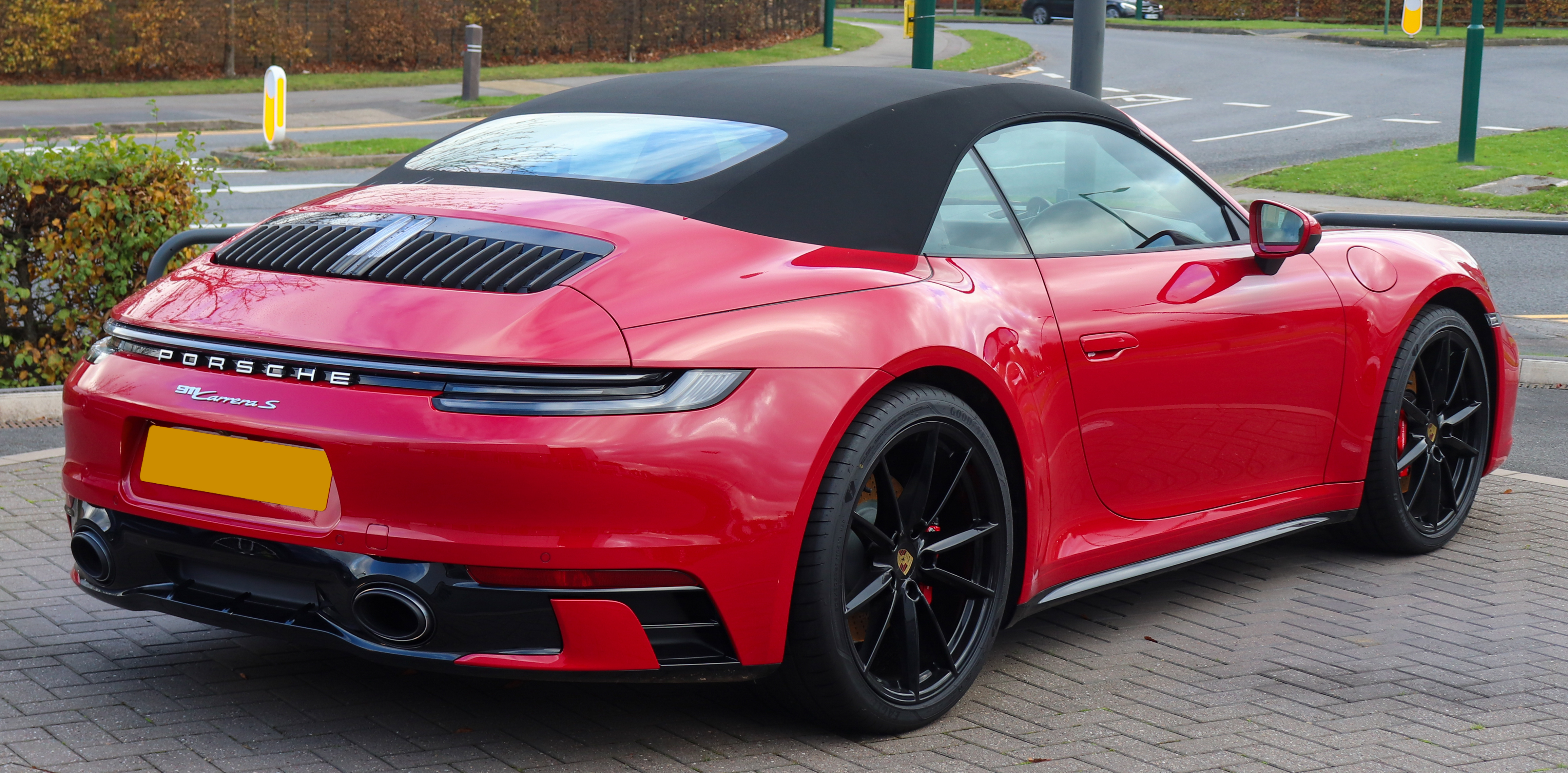
Carrera S Cabrio

Rispetto alla precedente generazione è più larga di 45 mm e utilizza una carrozzeria in alluminio. All'esterno si caratterizza per le maniglie delle portiere a scomparsa, lo spoiler posteriore retrattile e i fari con tecnologia Full LED sia anteriori che posteriori, con quest'ultimi che sono composti da una barra luminosa che si estende in lunghezza. Anche gli interni sono cambiati, con il cruscotto ora completamente digitale che è costituito da due display digitali da 7 pollici con al centro il contagiri analogico, abbandonando la classica strumentazione a 5 elementi circolari.
La dotazione standard include un display da 10,9 pollici che funge da sistema di navigazione e multimediale, una trasmissione PDK a 8 marce (non previsto il manuale) e vari sistemi di assistenza alla guida. Inoltre viene introdotta una nuova modalità di guida chiamata "Wet Mode", che utilizza dei sensori acustici posti all'interno dei passaruota che rilevano se l'asfalto è bagnato e di conseguenza regola il controllo di stabilità e la posizione dell'ala posteriore, per rendere la vettura più stabile e meno nervosa.
I motori tutti turbocompressi sono i classici 6 cilindri boxer, ma sono stati modificati con l'introduzione di nuovi iniettori piezoelettrici e un nuovo sistema di aspirazione. 

## Evoluzione e versioni
Al debutto sono disponibili le versioni Carrera S e Carrera 4S, esposte al Salone dell'automobile di Los Angeles nel 2018 e dotate del motore 6 cilindri boxer biturbo da 2981 cm³ che sviluppa una potenza di 450 CV e 530 Nm di coppia, seguite a gennaio 2019 dalla variante cabriolet. Nel maggio 2020 Porsche ha presentato la versione Targa, con il lancio sul mercato avvenuto nell'agosto 2020.

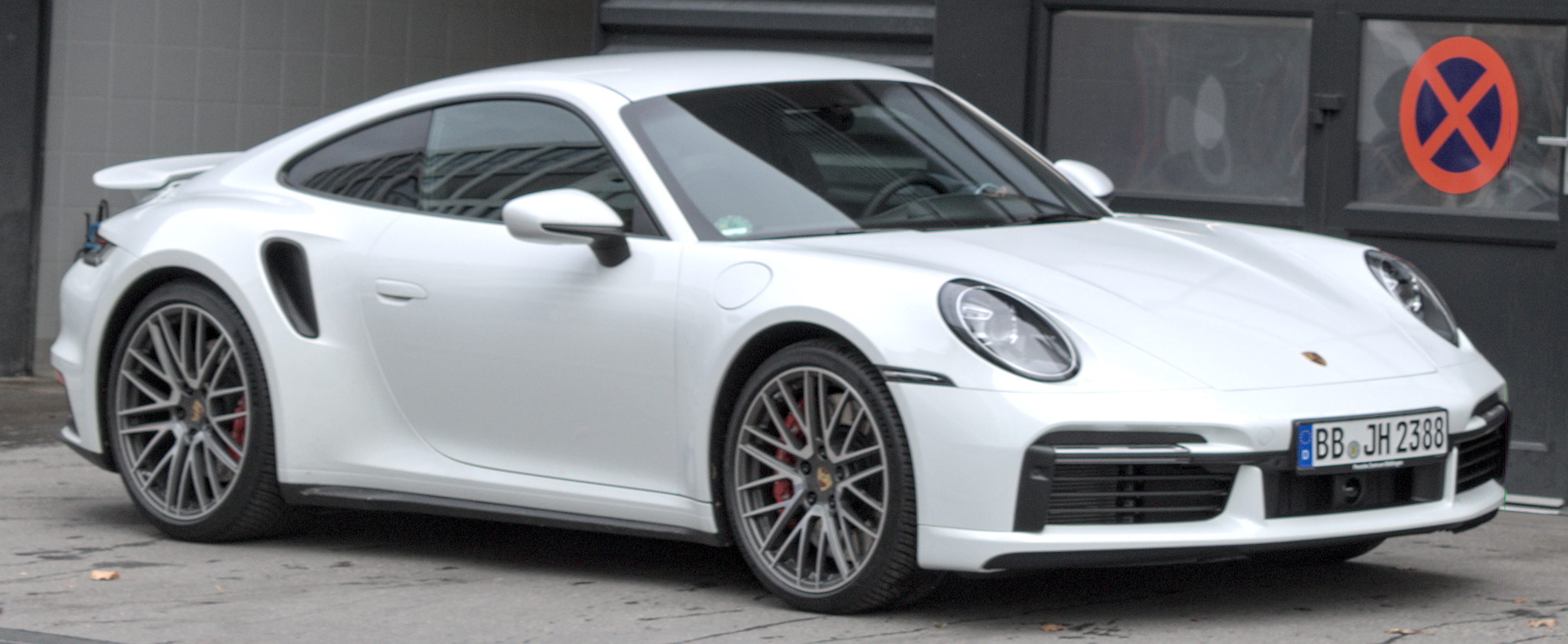
Porsche 992 Turbo

### Turbo e Turbo S
A marzo 2020 sono arrivate le versioni Turbo e Turbo S. La 992 Turbo monta un motore biturbo da 3,7 litri con una potenza di 580 CV e 750 Nm di coppia (che sulla versione Turbo S salgono a 478 kW/650 CV e 800 Nm) derivato dall'unità da 3,0 litri dei modelli Carrera con una corsa leggermente più corta di quella della Turbo S di precedente generazione e con un rapporto di compressione sceso a 8,7:1 rispetto alla 991 Turbo S. La vettura accelera da 0 a 100 km/h in 2,5 secondi (3,0 secondi per la cabrio) e da 0-200 km/h in 8 secondi, con una velocità massima di 330 km/h. 

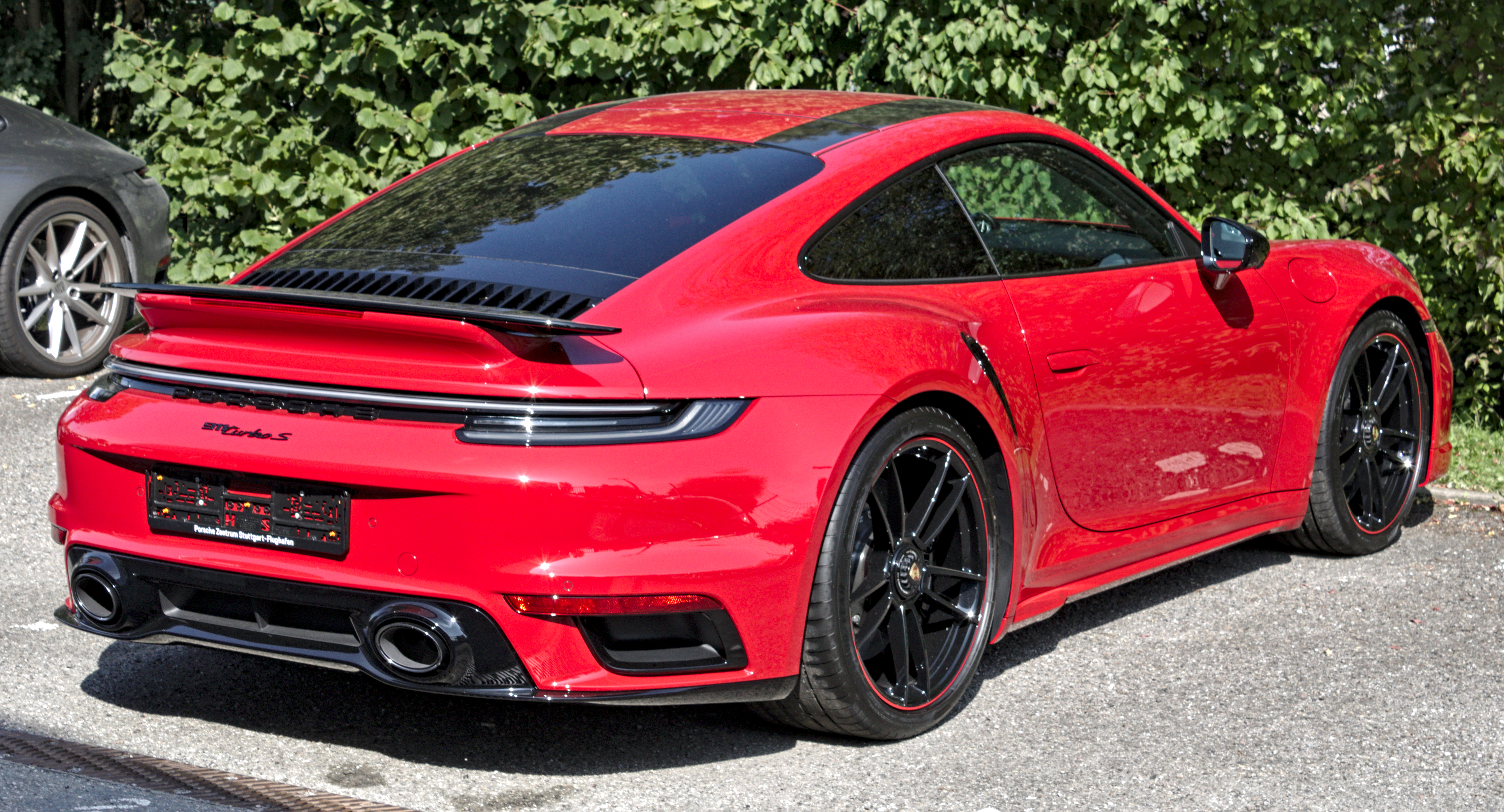
992 Turbo S

Sia i turbocompressori che il sistema di aspirazione sono stati maggiorati, con quest'ultimo che è stato riposizionato direttamente dietro il motore anziché nei parafanghi posteriori, come invece avveniva sulla serie 991, che ora ospitano invece i filtri dell'aria. Di serie la vettura è equipaggiata con il controllo dinamico del telaio Porsche (PDCC), ruote sterzanti posteriori, barre antirollio attive, ammortizzatori adattivi e i freni in materiale carboceramico. Esteticamente la parte anteriore presenta delle paratie di raffreddamento mobili, mentre l'ala posteriore è più grande e genera il 15% in più di deportanza rispetto al modello precedente. Nel luglio 2020 è stata introdotta la variante Turbo, che ha lo stesso motore, ma depotenziato a 427 kW (581 CV) e 750 Nm.

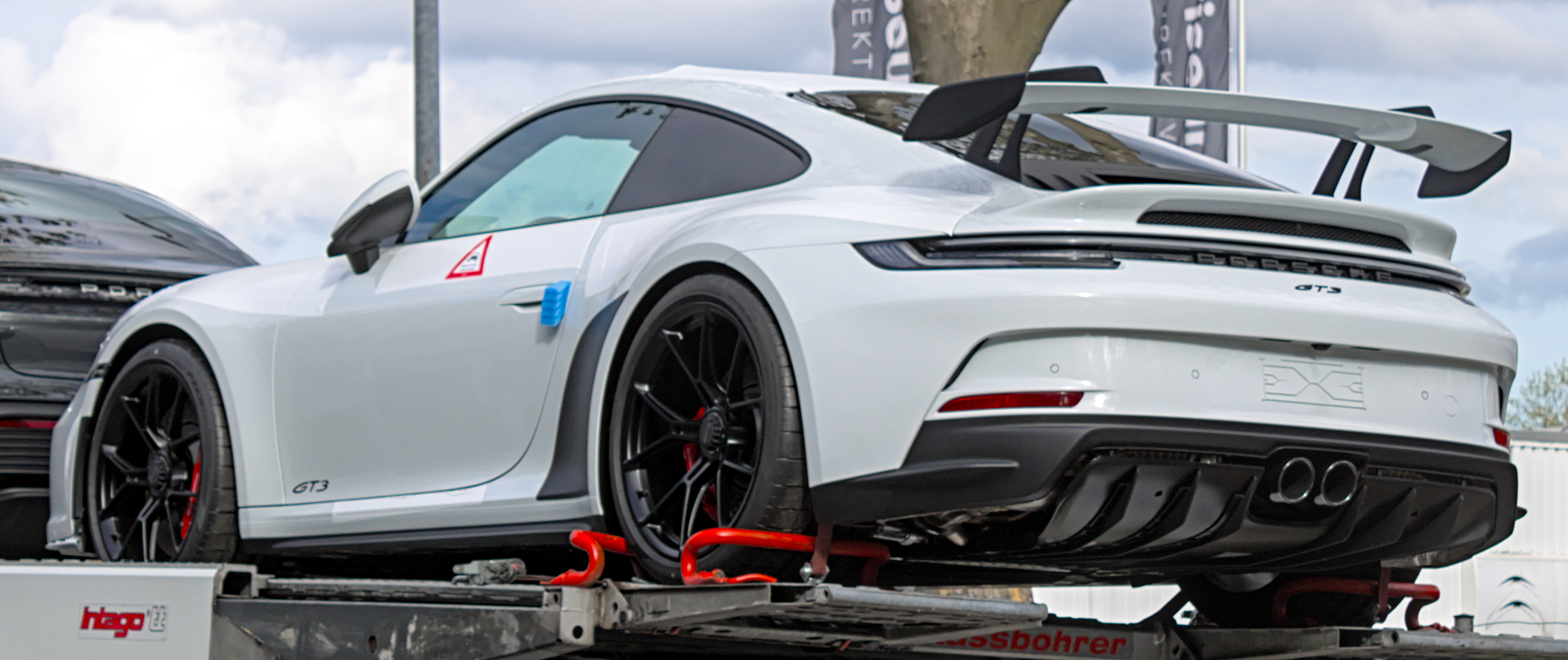
Posteriore di 992 GT3; notare l'ala posteriore fissa, estrattore dell'aria e il doppio scarico centrale assenti sulle altre versioni

### 992 GT3
A febbraio 2021 è stata introdotta la versione GT3, che utilizza lo stesso propulsore aspirato da 4 litri della precedente, sebbene produca più potenza, arrivando ad erogare 510 CV. Lo 0 a 100 km/h viene coperto in 3,5 secondi, mentre la velocità massima è di 318 km/h.

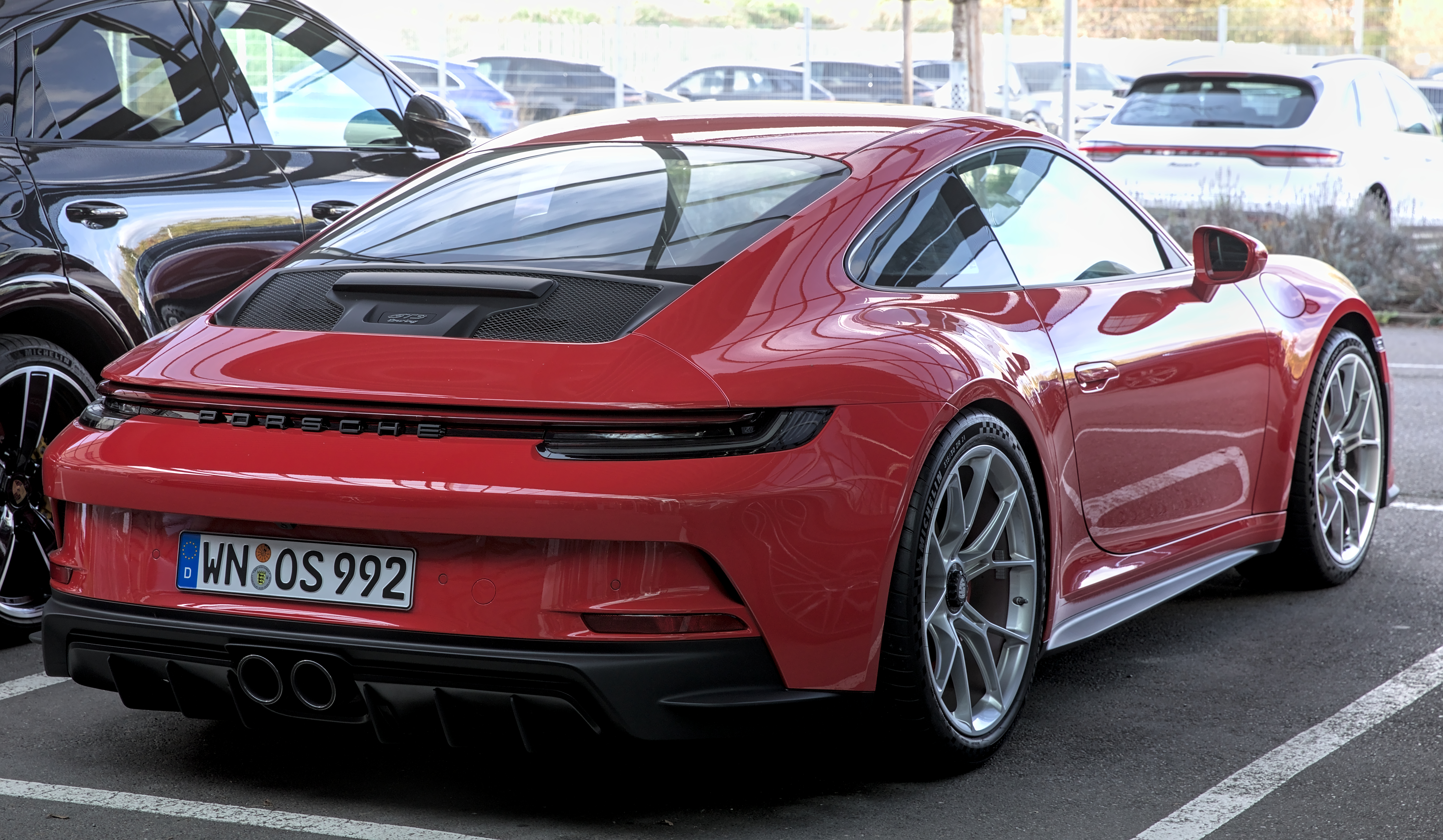
992 GT3 Touring

A differenza del modello standard la GT3 presenta un grande alettone fisso sul cofano posteriore con prese d'aria motore più grandi, un estrattore dell'aria integrato nel paraurti, due terminali di scarico rotondi centrali, sedili avvolgenti al suo interno e in opzione si può avere il roll-bar. 
La GT3 è abbinata ad un cambio automatico PDK a 7 marce o in opzione ad un manuale a 6 marce.

### 992 GT3 Touring

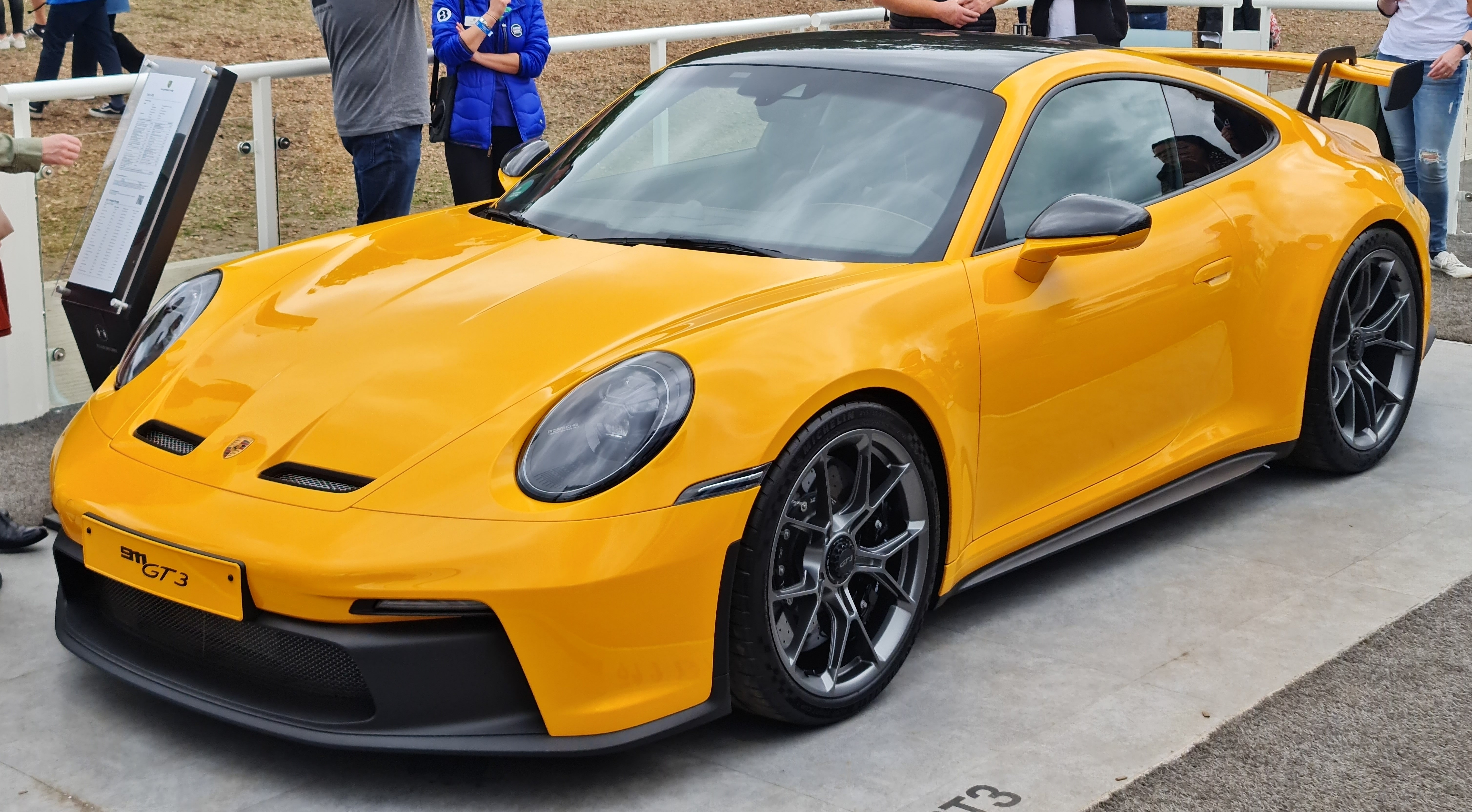
911 GT3

È disponibile con un pacchetto denominato Touring, che sostituisce l'ala fissa posteriore con uno spoiler mobile posteriore retrattile automaticamente. Viene venduta anche con cambio manuale a 6 marce.

### 992 GT3 RS

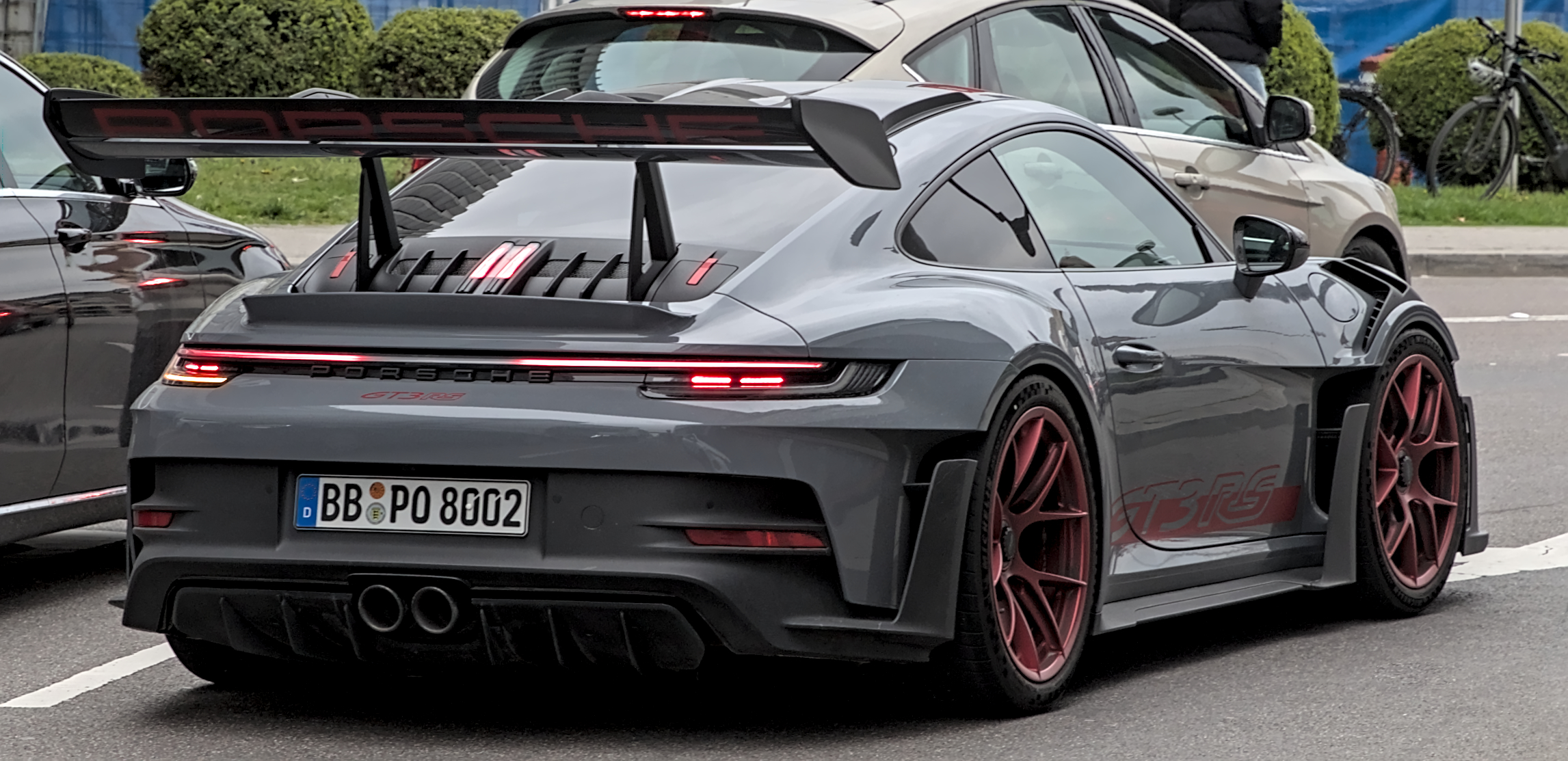
911 GT3 RS

La 992 GT3 RS è stata annunciata nell'agosto 2022. Presenta un profilo aerodinamico notevolmente migliorato rispetto alla 992 GT3, con 860 kg di carico aerodinamico generato a 285 km/h. L'ala posteriore presenta una parte statica e una parte attiva, che possono aprirsi e chiudersi automaticamente o manualmente con un pulsante montato sul volante (simile ai sistemi DRS della Formula 1).
Il motore eroga 525 CV a 8500 giri/min e 465 Nm di coppia a 6300 giri/min. Con peso a vuoto della vettura è di 1450 kg, è in grado di raggiungere i 100 km/h in 3,2 secondi e i 200 km/h in 10,6 secondi. La velocità massima dichiarata è di 296 km/h.

### Sport Classic

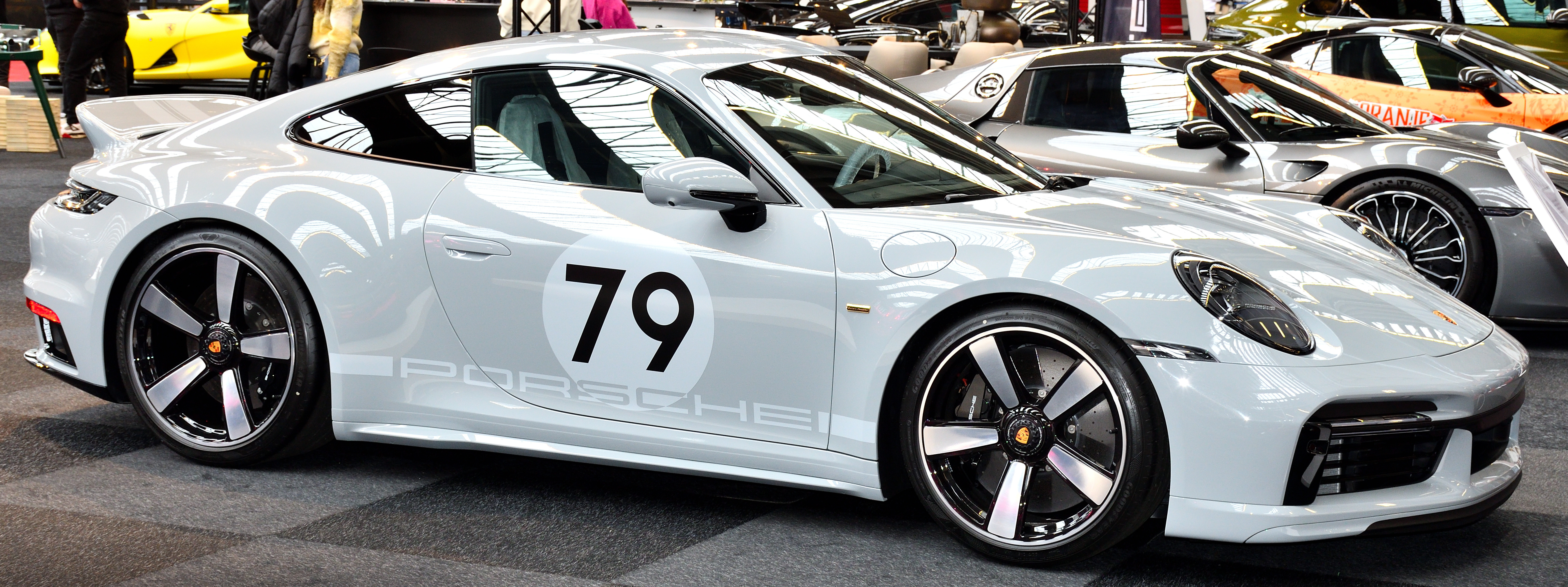
992 Sport Classic

Nell'aprile 2022, Porsche ha annunciato la 911 Sport Classic. L'auto è basata sulla Turbo S ma è disponibile solo con la trazione posteriore e il cambio manuale a 7 marce, come nella Porsche 930 originale degli anni '70. Il boxer biturbo da 3745 cc (3,7 litri) eroga 550 CV (405 kW) di potenza e 600 Nm di coppia, 30 CV (22 kW) e 150 Nm in meno rispetto alla Turbo. Porsche ha dovuto mettere a punto il motore poiché il cambio manuale non era in grado di sopportare e gestire la potenza e la coppia del motore della Turbo. Visivamente, l'auto condivide la stessa carrozzeria allargata che si trova sui modelli Turbo ma non ha le prese d'aria laterali nei parafanghi posteriori, che invece sono integrati nello spoiler a coda d'anatra. Il cofano è realizzato in fibra di carbonio e tutte le componenti aerodinamiche attivi presenti sulla Turbo sono stati rimossi. La produzione è limitata a 1250 unità.

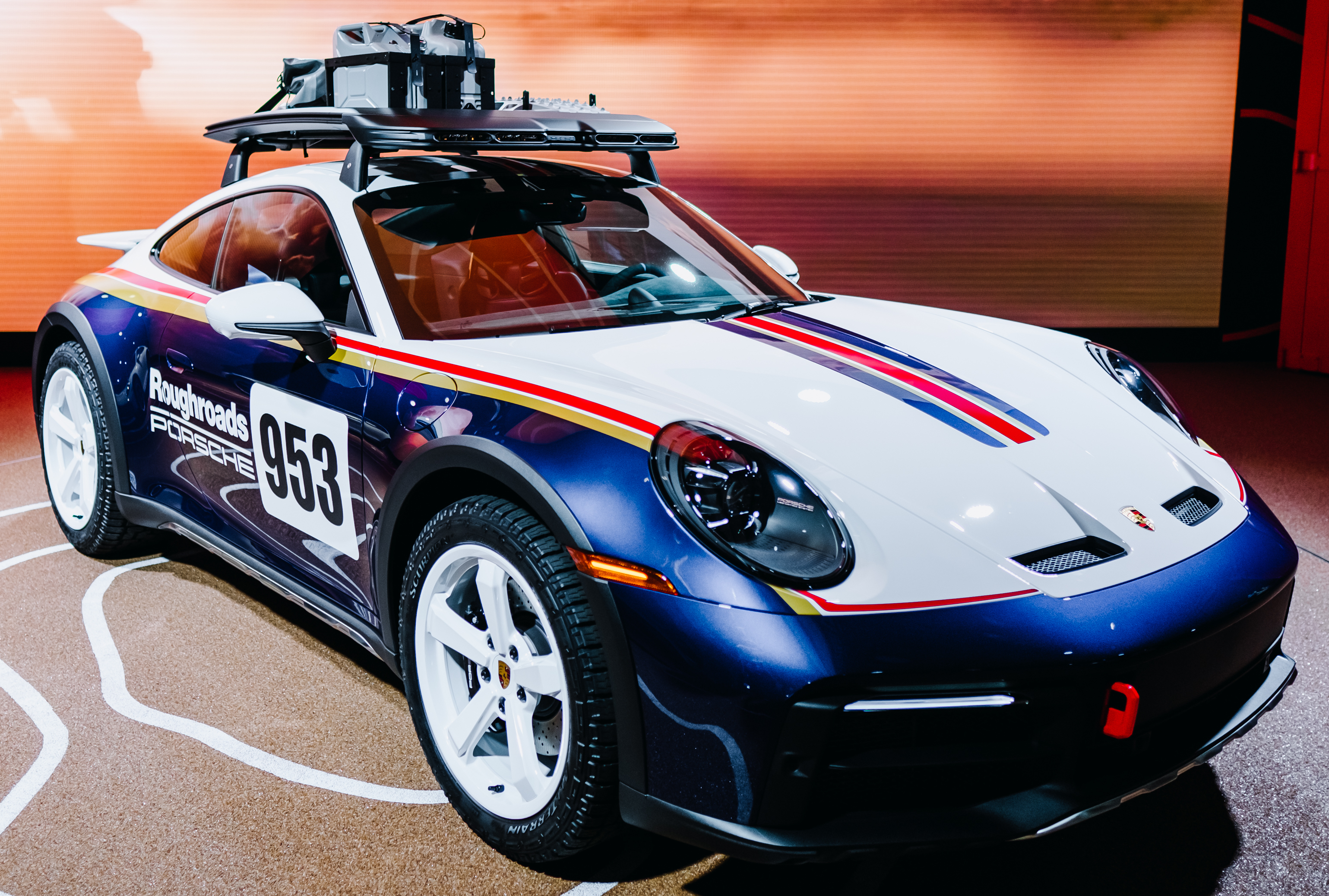
992 Dakar Classic

### 911 Dakar
Nel novembre 2022, Porsche ha presentato la Porsche 911 Dakar al Los Angeles Auto Show. Il modello utilizza lo stesso motore da 3 litri (2981 cc) della 911 GTS, ed è disponibile solo con la trazione integrale e con cambio a doppia frizione PDK a 8 rapporti, con delle sospensioni più alte di 50 mm rispetto al modello Carrera. La 911 Dakar è limitata a sole 2.500 unità.

## Restyling 2024 (992.2)

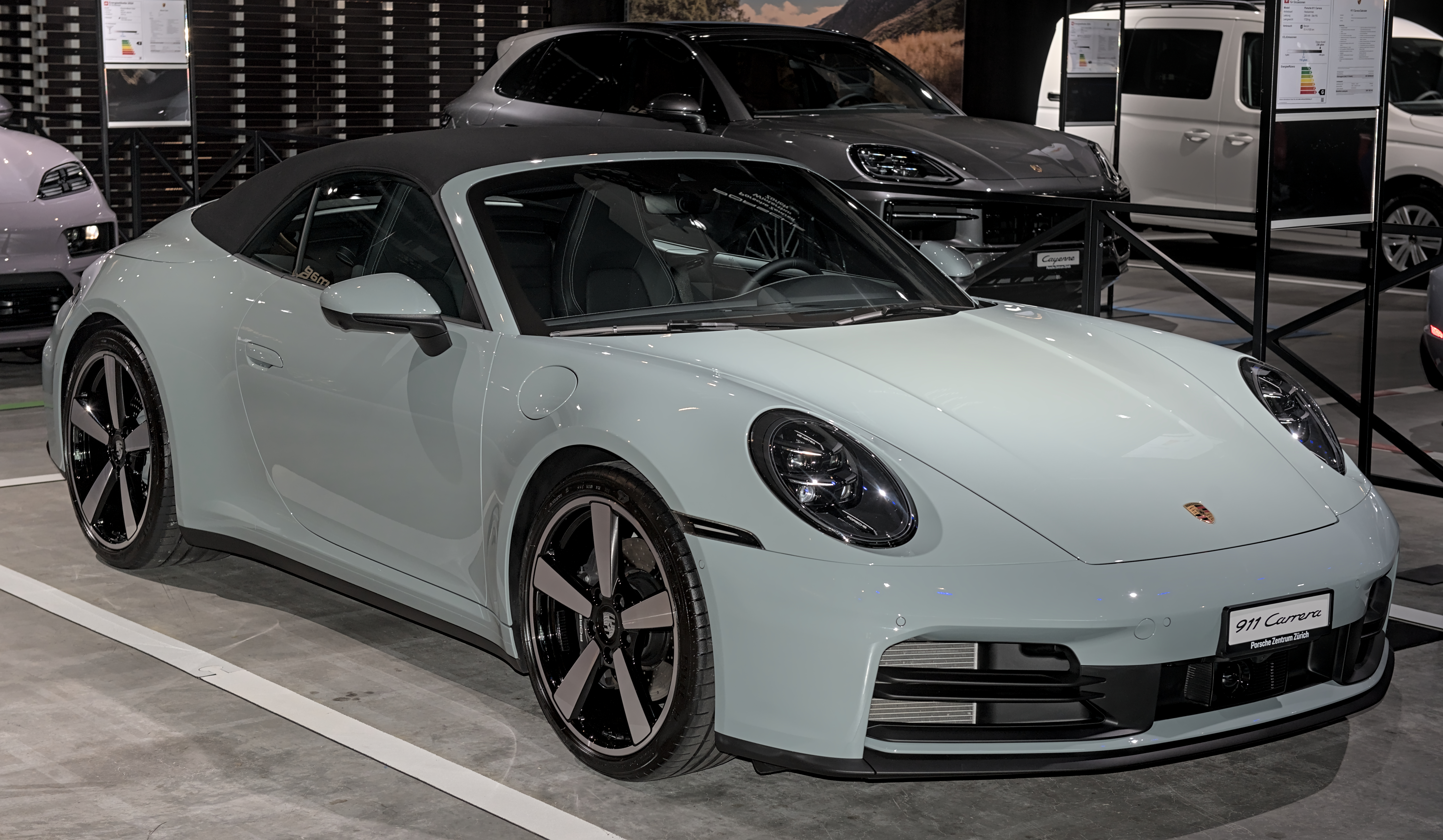
992.2 Carrera Cabrio

La 992 ha ricevuto un importante aggiornamento di metà carriera denominato 992.2, presentato il 28 maggio 2024 insieme alle sue versioni e varianti.